# Петров, Анатолий Павлович (1949)
Анато́лий Па́влович Петро́в (род. 2 октября 1949, Горки, Московская область) — доктор технических наук, профессор, лауреат премии Правительства Российской Федерации в области образования, заслуженный работник высшей школы РФ.
С 2001 по 2010 — ректор «МАТИ» — Российского государственного технологического университета им. К. Э. Циолковского.

## Биография
Окончил «МАТИ» с отличием в 1972 году на кафедре «Технология обработки металлов давлением». Занимал должность первого проректора, возглавлял кафедру «Технология металлических материалов».
Петров А. П. является действительным членом Академии технологических наук (с 1990), действительным членом Академии космонавтики им. К. Э. Циолковского (с 1999).
В 1999 году ему присвоено почётное звание «Заслуженный работник высшей школы Российской Федерации».
В 2008 году ему присвоено почётное звание «Заслуженный деятель науки Российской Федерации».
С февраля 2001 года по декабрь 2010 — ректор «МАТИ» — Российского государственного технологического университета имени К. Э. Циолковского.